# Patagopteryx deferrariisi
Il patagotterige (Patagopteryx deferrariisi) è un uccello estinto, vissuto nel Cretaceo superiore (Santoniano, circa 85 milioni di anni fa). I suoi resti fossili sono stati ritrovati in Argentina.

## Descrizione
Grande circa quanto un grosso pollo, con forti e lunghe zampe posteriori e ali ridotte. Il femore era piuttosto corto. Le dita del piede erano tutte e quattro rivolte in avanti; la formula delle falangi era 2-3-4-5. Le proporzioni dei vari elementi dello scheletro indicano che Patagopteryx non era in grado di volare, ma i suoi antenati sì. Lo sterno era piccolo e non carenato, mentre era presente un carpometacarpo, un osso sorto dalla fusione delle estremità prossimali dei tre metacarpi alle parti distali delle ossa carpali. Patagopteryx risulterebbe il più antico uccello non volatore secondario (ovvero originatosi da antenati volatori). Le vertebre dorsali erano procele (concave anteriormente, convesse posteriormente), mentre negli uccelli attuali sono eterocele (conceve ad entrambe le estremità). Ischio e pube erano diretti posteriormente, come negli uccelli attuali. Le ossa lunghe di Patagopteryx mostrano anelli di crescita, caratteristica che si osserva negli arcaici enantiorniti ma non negli uccelli moderni.

## Classificazione
Patagopteryx deferrariisi venne descritto per la prima volta da Alvarenga e Bonaparte nel 1992, sulla base di resti fossili ritrovati nella formazione Bajo de la Carpa in Argentina, risalente al Santoniano. I fossili vennero scoperti da Oscar de Ferrariis, direttore del museo di storia naturale dell'Università Nazionale di Comahue (Neuquén), tra il 1984 e il 1985; de Ferrariis consegnò poi i fossili a José Bonaparte, che li descrisse nel 1992 insieme ad Alvarenga. 

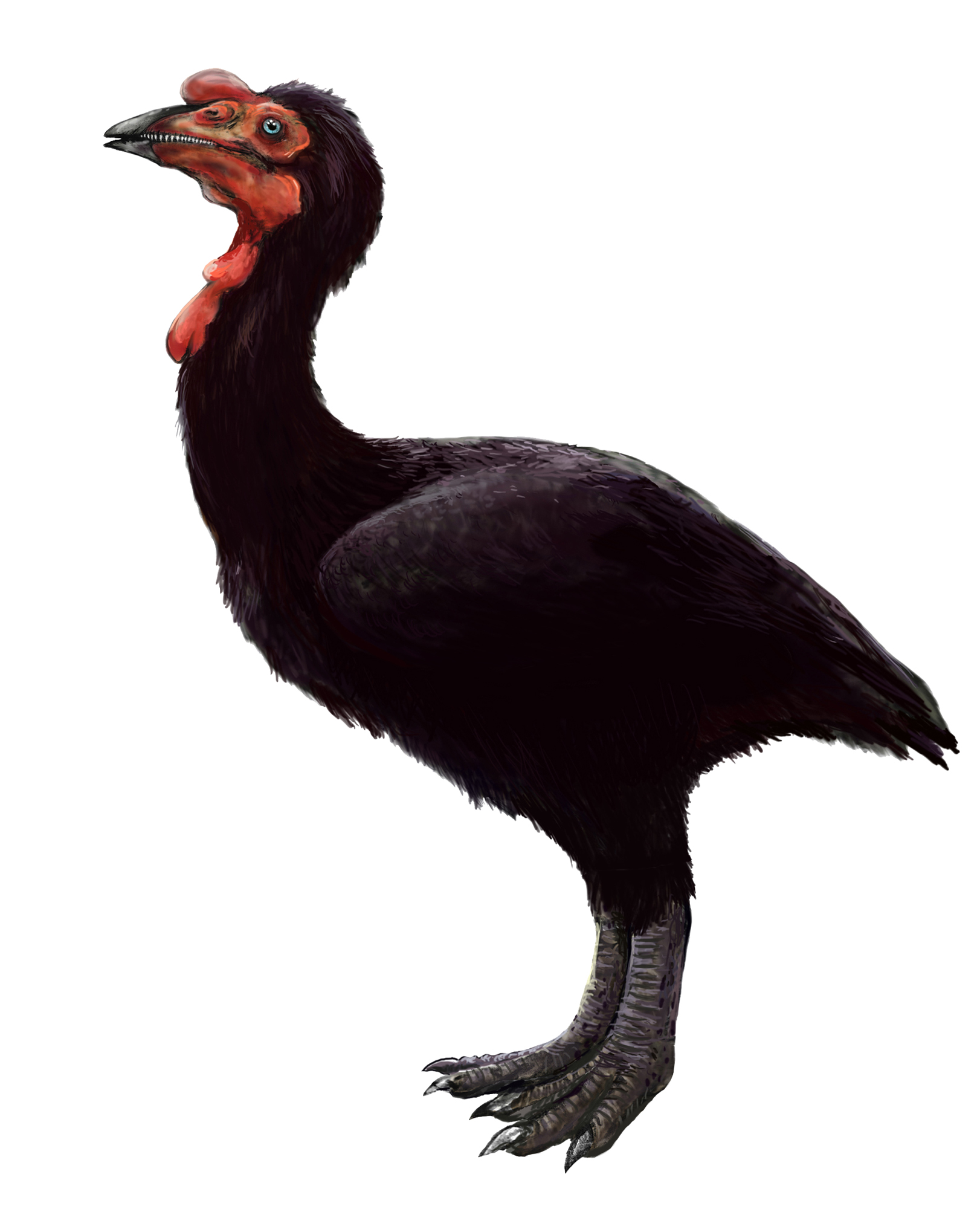
Ricostruzione di Patagopteryx deferrariisi

Inizialmente Patagopteryx è stato considerato un primitivo parente degli attuali ratiti. Successivamente la sua posizione sistematica è stata discussa, e attualmente si preferisce considerarlo una forma isolata, forse basale al clade Ornithurae (comprendente tutti gli uccelli viventi più alcune forme estinte come Ichthyornis e gli esperornitiformi. 

## Paleoecologia
Gli anelli di crescita visibili nelle ossa lunghe indicano che forse Patagopteryx differiva dagli uccelli moderni nello stile di vita: non era pienamente endotermo e doveva trascorrere parte dell'anno in una sorta di letargo. Patagopteryx viveva in un ambiente dal clima continentale, caratterizzato da ampie fluttuazioni stagionali di temperatura. Le proporzioni delle ossa delle zampe posteriori di Patagopteryx indicano che era un buon corridore.